# Procyon
För släktet med det vetenskapliga namnet Procyon, se tvättbjörnar.
Procyon eller Alfa Canis Minoris (α Canis Minoris, förkortat Alfa Cmi, α CMi), som är stjärnans Bayerbeteckning, är en dubbelstjärna belägen i den mellersta delen av stjärnbilden Lilla hunden där den utgör ett hörn i vintertriangelns asterism. Den är den ljusstarkaste stjärnan i stjärnbilden och den åttonde ljusstarkaste på natthimmeln. Den har en skenbar magnitud på 0,34 och är tydligt synlig för blotta ögat. Baserat på parallaxmätning inom Hipparcosuppdraget på ca 285 mas, beräknas den befinna sig på ett avstånd på ca 11,5 ljusår (ca 3,5 parsek) från solen och är en av de närmaste stjärnorna från jorden.

## Nomenklatur
Alfa Canis Minoris har det klassiska namnet Procyon som kommer från det antika grekiska ordet προκύον (Prokyōn) som betyder "före hunden", eftersom den föregår "Hundstjärnan" Sirius i sin skenbara vandring över himlen på grund av jordens rotation. Dessa två hundstjärnor omnämns i den äldsta litteraturen och dyrkades av babylonierna och egyptierna. I den grekiska mytologin är Procyon associerad med Maera, en hund som tillhör Erigone, dotter till Icarius i Aten. Sällsynta namn är den latinska översättningen av Procyon, Antecanis och de från arabiska härledda namnen Al Shira och Elgomaisa. Medeltida astrolaber i England och Västeuropa använde en variant av detta, Algomeiza / Algomeyza.
År 2016 organiserade Internationella astronomiska unionen en arbetsgrupp för stjärnnamn (WGSN) med uppgift att katalogisera och standardisera riktiga namn för stjärnor. WGSN:s första bulletin i juli 2016 innehöll en tabell över de första två satserna av namn som fastställts av WGSN och där Procyon ingår för denna stjärna.

## Egenskaper
Primärstjärnan Procyon A är en gul till vit stjärna i huvudserien av spektralklass F5 IV-V. Den är ljus för sin spektralklass, vilket tyder på att den utvecklas till en underjätte som nästan har förbränt dess väte i kärnan till helium, varefter den kommer att expandera när kärnreaktionerna rör sig utanför kärnan. När den fortsätter att expandera, kommer stjärnan att svälla till ca 80 till 150 gånger dess nuvarande diameter och bli en röd eller orange jättestjärna. Detta kommer sannolikt att hända inom 10 till 100 miljoner år. Den har en massa som är ca 1,5 gånger större än solens massa, en radie som är ca 2,0 gånger större än solens och utsänder från dess fotosfär ca 6,9 gånger mera energi än solen vid en effektiv temperatur på ca 6 500 K.
Följeslagaren Procyon B, av magnitud 10,7 omkretsar primärstjärnan med en period på 40,82 år i en elliptisk bana med en excentricitet på 0,407. Banans plan ligger i en vinkel på 31,1° till siktlinjen från jorden. Den genomsnittliga separationen av de två komponenterna är 15,0 AE, lite mindre än avståndet mellan Uranus och solen, men den excentriska banan för dem så nära som 8,9 AE och så långt ifrån varandra som 21,0 AE.
Röntgenstrålning associerad med Procyon A/B observerades den 1 april 1979 med Einstein Observatory högupplösta detektor (HRI). HRI-röntgenkällan lokaliserades till ~ 4 bågsekunder söder om Procyon A, på kanten av 90 procent-konfidensfelcirkeln, vilket bekräftar identifiering med Procyon A i stället för Procyon B, som låg ca 5 bågsekunder norr om Procyon A (cirka 9 bågsekunder från röntgenkällans plats).